# 岡本仁志
岡本 仁志（おかもと ひとし、6月12日 - ）は、日本のシンガーソングライター、ギタリスト、作曲家、編曲家。GARNET CROWの元メンバー。所属レーベルは、GIZA studio。大阪府在住。

## 概要
同志社大学卒業後にGIZA studioに採用され、1999年から本格的な音楽活動を開始、男女4人組バンドGARNET CROWのメンバーとして1999年から2013年まで活動。また2000年以降はギターポップを基調としたソロアーティストとしての作品も発表し、そのほか倉木麻衣や小松未歩、上木彩矢らへの作曲提供、編曲なども行っている。
中学生時代からギターを弾きはじめ、大学時代にはバンドの一員として京都府内で活動していた。卒業後ビーインググループに入り、1999年にZARDへの楽曲提供、船上ライブのサポートギタリストとして音楽業界の表舞台へ出る。同年末には古井弘人をリーダーとして4人組クリエイター集団GARNET CROWを結成。結成から2000年のメジャーデビュー、2013年の解散までメンバーの一人として活動を続けていた。GARNET CROWにおいてはギターの演奏・収録のみに専念し、作詞・作曲・編曲には一切関わっていないが、2004年以降の同バンドのライブにおいては、岡本がボーカルとしてGARNET CROWの楽曲を歌うコーナーが設けられていた。岡本個人のより詳しい経歴については経歴の節を、GARNET CROWとしての活動についてはGARNET CROWのページを参照のこと。
GARNET CROWにおける活動と並行して、2000年11月8日にはソロアーティスト岡本仁志としてCDシングル『First fine day』を発売。それ以降2005年までに計シングル2枚、ミニアルバム2枚を発売している
2010年12月8日には、SUPER LIGHT名義で通算3枚目のミニアルバム『Now Printig...』を発売した。
またZARDのほか、倉木麻衣、小松未歩らビーインググループ所属の他アーティストへの楽曲提供や、編曲作品も20曲以上を数える。このうち倉木麻衣に提供した「P.S♡MY SUNSHINE」は、CDシングル表題曲としてオリコン8位を記録した。
2002年1月12日からはラジオ番組「PASTIME PARADISE」（α-station）のラジオパーソナリティも担当していたが、GARNET CROWデビュー9周年の日である2009年3月29日の放送をもって番組のレギュラー放送は終了。この後番組を担当する東方神起のユチョンに似ていると、当局の番組に出演するたびにいじられる。それに対し本人も「オチョンですね。」とまんざらでもない様子で返答する。
楽曲制作の詳細については楽曲制作の節を、岡本に対する評価や音楽性については評価・音楽性の節をそれぞれ参照のこと。

## 経歴

### 少年時代・学生時代
小学生時代は冬でも半袖短パンで過ごす少年だった。黒帯の兄がいて、よく練習相手になっていたため、柔道は得意だったと自身のラジオで述べている。小学校6年生の頃にイカ天などのバンドブームが起こり、THE BLUE HEARTSなどを聞いて育った。中学2年生の頃、友人がピアノを演奏していたことに影響され、ドラムを演奏したいと考えたが、住宅事情を考慮し、4、5万円のセットで販売されていたヤマハのギターを購入し弾き始めた。当時は兄の受験勉強の邪魔になるからという理由で怒られ、車の中で練習を行うなどしていた。流行曲のバンドスコアを少しずつコピーして音楽の知識を蓄えた。高校時代は、軽音楽部に所属しながらバンドを組み、ガンズ・アンド・ローゼズやMR. BIGなどのコピー演奏をした。この時期、のちにITコンサルタントとなる渡辺聡と一瞬同じバンドに所属した。その頃からはUK寄りの音楽に傾倒した。大学では4年間、同志社の京田辺校地に京都の宇治市から通っていた。当時は大学の軽音サークルでシンプルな男だけのバンドを組んで活動していた。バンドの一員として様々なライブハウスで演奏をし、京都府内でチケットを売り歩くなどの活動を行うが、人気は全くなかった。同じライブハウスに出演していて人気があったのはポルノグラフィティだったと本人は語っている。

### ビーイング入り・GARNET CROW結成
大学4年生となった22歳の頃、所属していたバンドの活動が停滞し、就職活動の一環としてビーインググループにデモテープを送り、それが契機となって同グループへ入る。その後音楽活動が表に出てくるのは1999年からである。

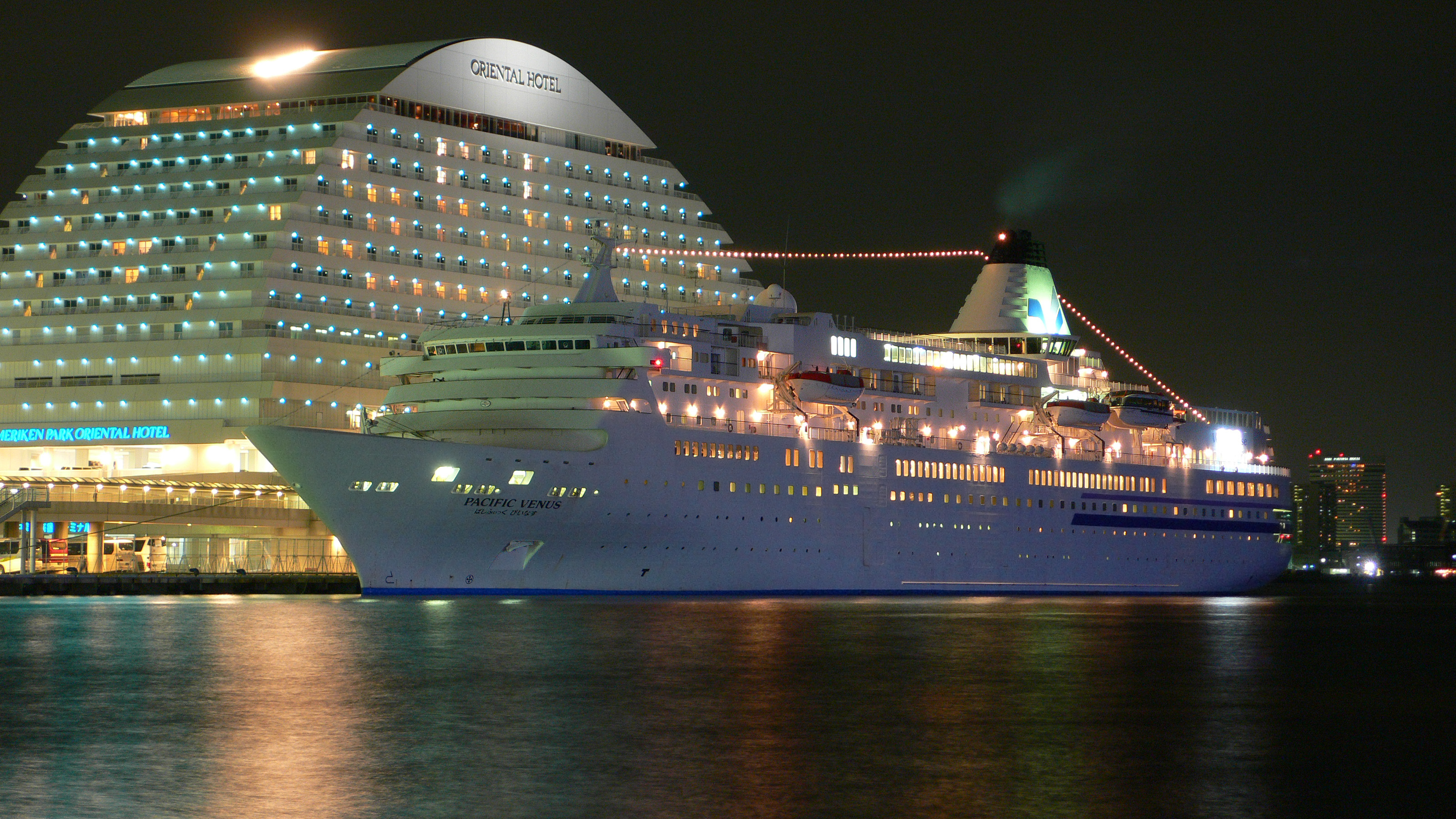
ZARDの船上ライブ「Cruising & Live」が行われたぱしふぃっくびいなす。岡本がプロギタリストとして初出演した会場である。

そして1999年4月7日、岡本仁として作曲・編曲した「Hypnosis」が、ZARDのCDシングル『MIND GAMES』に収録され発売となった。これが岡本の作品中、最も早く世に出た楽曲といえる。この作品で後のGARNET CROWのアレンジャーの古井弘人と共同編曲しており、この時岡本はまだ卒業前の学生であった。同年8月31日にはZARDの船上ライブ「Cruising & Live」に参加、サイドギターを演奏した（右写真はその会場）。この際、作曲家の大野愛果と出会い、大野によって「おかもっち」という愛称が付けられた。
また、同時期には倉木麻衣が全米デビューに向けて行っていたスタジオ制作にも参加する。この制作を通じて、当時は新人であり後に作曲家・ボーカリストとなる中村由利、作詞家のAZUKI七、先述の古井弘人の3人と意気投合し、古井弘人をリーダーとしてGARNET CROWを結成する。同年12月4日、GARNET CROWのギタリストとしてインディーズデビュー。この時期の活動は多忙であったため、直後に一時入院となる。2000年3月29日に同バンドはメジャーデビューとなる（これ以降のGARNET CROWにおける詳細な活動についてはGARNET CROWのページを参照のこと）。

### ソロデビュー・岡本仁から岡本仁志へ
GARNET CROWの活動と平行して、ソロとしての楽曲制作を開始。2000年11月8日に、岡本仁志としてCDシングル『First fine day』を発売し、これがソロアーティストとしてのデビューとなる。これを機に岡本仁から現在の表記である岡本仁志へと改名。2004年1月22日には、大阪府のhills パン工場にて「OKAMOTO NIGHT」と称して初のソロライブを行う。それ以降、hills パン工場においてはゲスト出演も含めて10回以上のライブを行っている。またZARDの坂井泉水が生前最後に行った2004年のライブツアーにも、サポートメンバーとして参加した。その他、岡本の作品の発売年月日や、参加したライブの開催年月日の詳細については作品・ライブの各節を参照のこと。

## 楽曲制作
岡本個人の作品においては、ギターのみならず全楽器を演奏、作曲・ボーカル収録もほぼ全て岡本自身で行い、それをコンピュータ上で編集するという宅録（「自宅録音」の略）のスタイルをとっている。そのため直接ギターを弾いている時間よりも、音をコンピュータ上で編集、加工している時間のほうが長い。この際使用されるギターについては使用楽器の節を参照のこと。
宅録の手法を選択する理由は、岡本自身の理想とする楽曲を追求するためである。そのほか、制作途中のデモテープの感じがよいとの評価を周囲から受けたので、宅録で楽曲制作を行うことによって生じる荒さや安っぽさを表現できること、自宅でおちついて制作が行えることなども理由としてあげている。ただし2000年のデビュー当時は、「コンピュータ上で全ての音楽制作が可能」という環境ではなかったため、マルチトラックレコーダーを使用して細々と制作を行っていた。
作曲はギターを使用し、コードを弾きながら鼻歌を歌う形で行われる。この際、曲の長さを3分台に納めることに留意して製作がなされている。その理由は「3分以内の曲で他人を納得させられないのであれば、4分、5分になっても同じである」というポリシーからくるものである。歌詞は主にAZUKI七から提供される。AZUKI七の詞は、直接的な表現ではなく婉曲的な表現で書き上げられているため、自分の音楽に合っていると本人は語っている。

### 使用楽器
今までに岡本仁志が使用したギターは、以下のものがある。レコーディングでは特定のギターに固執することなく様々に使い分けており、このほかにも古井弘人所有のテレキャスターを使用したこともある。ライブ時のピックは必ずオニギリ型を使用する。弦は癖が少なく寿命が安定しているという理由から、ダダリオのものを主に使用している（ギターの専門用語についてはギター関連用語一覧も参照のこと）。

#### Electric guitar
Gibson・ES-335
1stアルバム『a first fine day』のジャケットやGARNET CROW「夢みたあとで」のプロモーションビデオでみることができる赤いセミアコースティックギターである。2001年頃に購入したもので、オールドモデルではなく復刻版。レコーディングで主に使用されているが、岡本の身長とのバランスが合わず、ライブでは使用されていない。弦の太さは11を使用。
Gibson・Historic Collection '57 Les Paul  Gold Top
2ndアルバムでオーバーダビング時に使用されたギター。GARNET CROWでも主に使用している。
Performance（Stratocastertype）
GARNET CROWの1stツアーでメインとして使用された水色のストラトキャスタータイプのエレキギター。Performanceとはフェンダーで働いていた須貝邦夫によって設立されたギターメーカーのことである。量産品ではなくカスタムオーダー品で、音は潰れにくく鳴りも抜群に良いと岡本は語っている。
Fender・Stratocaster（型番不明）
2ndアルバムにおいて、クリーン系もしくはクランチ系（浅く歪ませた音）のアルペジオの音として使用した。
Fender・US Fat Tele
1998年から1999年頃に購入したもので、2003年当時の現行品。弦の太さは10を使用。当初ピックガードは貝殻模様だったが、後に岡本が自作した黒のピックガードに付け替えられ、2005年のインタビュー時には再度白いピックガードに付け替えられている。岡本の体型とのバランスが最も良く、またコンパクトエフェクターであるLINE6 POD STとの相性が良いとして、2ndアルバムのメインとして起用された。2ndアルバムの6、7割の音はこのテレキャスターによる。GARNET CROWのインディーズアルバム『first kaleidscope 〜君の家に着くまでずっと走ってゆく〜』 のエレキギターの音も、ほとんどこのギターによるものである。
Fender・Toronado
Paul Reed Smith・Mira

#### Acoustic guitar
S.Yairi・YD304
1970年代後半のもので、自分と同い年ぐらいであると本人は語る。中古楽器店で岡本が見つけ、傷がついていたが音が気に入り購入した。音に癖が強く、使用頻度は少ない。
Martin・D-35
2ndアルバム収録曲「It's only love」で使用された。ライブでもメインで使用されている。

## 評価・音楽性

### 岡本自身による評価・音楽性の解説
演奏する音については、ギターらしいギターの音ではなく、あくまで曲の中におけるギターの音を追求している。特に自身が参加しているGARNET CROWにおいては、中村由利の曲とAZUKI七の詞を前提として楽曲制作がなされており、そのバランスを壊すことがないように配慮している。そのためGARNET CROWにおいて作曲をすることは考えておらず、あくまで曲と詞を支える立場であり、自身もその立場の居心地がよいと語っている。ボーカリストとしての声質については、普段の岡本の話し声と同様に、こもりがちな声質であると語る。

### 外部による評価・音楽性の解説とその影響
岡本のソロ作品は、自身による評価と同様に、ギタリストとしては珍しくギターが控えめな作品である。ギターのテクニックで聴き手を圧巻させるようなものではなく、緻密な楽曲構築と暖かな声で包み込む形の音楽であると評された。音楽雑誌『ROCKIN'ON JAPAN』元副編集長の宇野維正は、良質なギターポップを作曲できる岡本がGARNET CROWにおいては全く作曲を行っていないことに驚き、「GARNET CROWのギタリスト」という先入観からするととても意外であると評した。また、トッド・ラングレンのように無国籍な音楽であり、特に邦楽による影響がほとんど見いだせない点を特徴として挙げている。岡本はこの点に関して、自分を職業作曲家として意識してからは、邦楽は全く聞かなくなったことを理由として返答した。
CDの売り上げは、ソロ作品と提供曲では差がある。上記で評されたソロ作品はほとんどがオリコンチャートの圏外である。1st・2ndシングルおよび1stアルバムはいずれもランキング圏外であり、2ndアルバムは最高145位、3rdアルバムは最高74位である。提供曲については、ZARDの『MIND GAMES』（オリコン週間シングルチャート1位）のカップリング「Hypnosis」がある。また、シングルの表題曲となったものとして倉木麻衣の「P.S♡MY SUNSHINE」があり、この作品はオリコン週間シングルチャートの8位を記録している。
岡本の音楽性に影響されたアーティストとしては、2006年までインディーズレーベルで活動していた女性歌手、北空未羽がいる。北空は岡本と同じビーインググループにおいて活動を行っており、岡本を尊敬するアーティストの一人として明言していた。岡本と同じ宅録を基本とした楽曲制作を行い、ライブでは岡本と共演したり、岡本の楽曲である「Autumn sky」（2ndアルバムに収録）をカバーするなどの交流もみられたが、2006年末をもって北空は活動を休止している。その他、同様にインディーズレーベルで活動した星田紫帆も、「曲の長さを3分台に納める」という岡本の作曲法に影響されそうになったが、岡本本人にそれを鵜呑みにしないように忠告を受けている。

## ディスコグラフィー

### シングル
| 枚  | 発売日        | タイトル            | 規格品番  |
| --- | ------------- | ------------------- | --------- |
| 1st | 2000年11月8日 | First fine day      | GZCA-1052 |
| 2nd | 2001年6月20日 | Sweet×2 Summer Rain | GZCA-1086 |

### 配信限定曲
| 配信日       | タイトル                      |
| ------------ | ----------------------------- |
| 2011年5月4日 | Mysterious Eyes ～Reason P.～ |

### アルバム
| 枚  | 発売日         | タイトル         | 規格品番  | 備考                             |
| --- | -------------- | ---------------- | --------- | -------------------------------- |
| 1st | 2002年3月20日  | a first fine day | GZCA-5012 |                                  |
| 2nd | 2004年11月17日 | FF/REWIND        | GZCA-5050 | オリコン最高145位                |
| 3rd | 2010年12月8日  | Now Printing...  | GZCA-5232 | SUPER LIGHT名義 オリコン最高74位 |

### ライブDVD
| 枚  | 発売日        | タイトル | 規格品番 | 備考            |
| --- | ------------- | -------- | -------- | --------------- |
| 1st | 2012年2月12日 | Bootleg  | SL-0001  | SUPER LIGHT名義 |

#### コンピレーション参加アルバム
| 発売日         | タイトル                           | 規格品番       | 参加曲              |
| -------------- | ---------------------------------- | -------------- | ------------------- |
| 2001年12月19日 | GIZA studio Masterpiece BLEND 2001 | GZCA-5007/5008 | Sweet×2 Summer Rain |
| 2002年12月18日 | GIZA studio Masterpiece BLEND 2002 | GZCA-5025/5026 | STRAY BEAST         |
| 2010年12月1日  | Christmas Non-Stop Carol           | GZCA-5229      | 荒野の果てに        |

## 提供曲

### 作曲・編曲
- 宇浦冴香「君がいた」「現在進行形」
- WAR-ED「Underworld」「生きたくても生きれない生命」
- 上原あずみ「ママレード☆ラブ」
- 上木彩矢「約束の場所で」「Just take my heart」「Are you happy now?」「It's a beautiful day」「Whenever you're gone Today」「I'm your side」
- 岸本早未「AIR MAIL...」「テレパシー」「reigning star（作詞：AZUKI七）」
- 北原愛子「花咲く道」
- Qyoto「I'm a looser」（共同）
- 倉木麻衣「P.S♡MY SUNSHINE」「Juliet」「ずっと…」
- grram「君じゃない!私じゃない!」「空のようなヒト」
- ZARD「Hypnosis」（「岡本仁」名義、古井弘人と共同編曲）
- BAND-MAID「Before Yesterday」「TIME」
- 蓮花「星の羽ばたく夜は」

### 作曲
- 宇浦冴香「ここじゃない場所で」
- 上木彩矢「A constellation（編曲者は未公表）」「EVER SO SWEET」
- 北原愛子「cobalt blue」
- 菅崎茜「ボーイフレンド」「La La La･･〜夢を見つめたままで〜」「いつまでも ずっと」
- 竹井詩織里「夕凪（作詞：AZUKI七）」

### 編曲
- 植田真梨恵「おおかみ少年」「サファイア！」｢210号線」
- WAR-ED「もう一度考えよう」「終わらない物語」「争わない世界に今、花が咲く」
- 大野愛果「笑顔でいようよ」
- 上木彩矢「SUNDAY MORNING」「君去りし誘惑」「Summer Memories」
- 岸本早未「DOMINO」
- 倉木麻衣「Tell me what」「I promise」
- grram「悲しいほど 今日の夕陽 きれいだね」「大切なものはきっと」
- 小泉ニロ「中心部」
- 小松未歩「特別になる日」「大空へ」「いつかはダイアの恋」「sha la la...」「sun and moon」「向日葵の小径」「はるのきおく」
- さぁさ「Darling -夏-」「ドラマチック」「MY HERO」
- d-project ｢揺れる想い｣(ZARD ｢揺れる想い｣のリアレンジ)
- Shiho「JUNCTION」
- スパークリング☆ポイント「キーライムの空」
- 高岡亜衣「君の笑顔を見ると嬉しくなる 君の涙を見ると切なくなる」「想い出の夏が来る」「forever my friend」「あなたのココロ晴れますように」「心をつないで」
- 竹井詩織里「Sleep」
- Hachi/Hatch,「嘘つきは大嫌い」「夢の泉」「ai」
- PINC INC「キミの1番になりたい」「週末大キライ」
- moca「飛べない空」

## ライブ
GARNET CROWとしての出演は、GARNET CROWのページに詳しい説明がある。
- THURSDAY LIVE at hills パン工場　"OKAMOTO NIGHT"
  - 2004年1月22日、8月5日、11月4日
  - 2005年3月10日、6月30日、12月8日
  - 2006年11月30日

- THURSDAY LIVE at hills パン工場　"SSW NIGHT"
  - 2007年8月18日

### ゲスト出演
- THURSDAY LIVE at hills パン工場
  - 2003年4月3日："BLUES NIGHT"
  - 2003年5月15日："SOUL NIGHT"
  - 2003年6月26日："LATIN NIGHT"
  - 2004年5月13日："WEST COAST NIGHT"
  - 2004年9月30日："秋の夜長 NIGHT"
  - 2005年8月18日："KITAHARA NIGHT"
  - 2006年2月9日："KITAHARA NIGHT"
- FM α-station「α-DAYLIGHT CALL」公開生放送
  - 2005年10月8日：龍谷大学深草学舎（同時出演：つじあやの、堂島孝平）[23]
- 徳永暁人ソロLIVE「Route 109」Vol.4
  - 2013年10月6日：hills パン工場
- ZARD What a beautiful memory～25th anniversary～
  - 2016年5月21日 :大阪城ホール
- 大田紳一郎 Acoustic Live “I am a singin' man” 2017
  - 2017年3月20日：hills パン工場

### バンドメンバー出演
- ZARD Cruising & Live
  - 1999年8月31日：ぱしふぃっくびいなす

- ZARD What a beautiful moment Tour
  - 2004年3月2日：大阪フェスティバルホール
  - 2004年3月8日：東京国際フォーラム ホールA
  - 2004年3月9日 ：東京国際フォーラム ホールA
  - 2004年4月5日：神戸国際会館こくさいホール
  - 2004年4月8日：パシフィコ横浜国立大ホール
  - 2004年4月30日：大阪フェスティバルホール
  - 2004年5月 8日：青森市文化会館
  - 2004年5月10日：仙台サンプラザホール
  - 2004年6月 2日：名古屋国際会議場センチュリーホール
  - 2004年6月11日：福岡サンパレス
  - 2004年7月23日：日本武道館

- THURSDAY LIVE at hills パン工場
  - 2004年3月18日："hills パン工場 THURSDAY LIVE1周年記念 NIGHT"

- ZARD What a beautiful memory
  - 2007年9月6日・7日：大阪フェスティバルホール
  - 2007年9月14日：日本武道館

## 関連書籍
1. GARNET CROW『GARNET CROW photoscope 2005 〜5th Anniversary〜』、株式会社ジェイロックマガジン社、2005年1月21日。(ISBN 4-916019-41-5 C0073)
  - 岡本自身の経歴、GARNET CROW結成以前の状況などについて、詳細なインタビューが収録されている。
2. THURSDAY LIVE BOOK STAFF編『THURSDAY LIVE -TRACKS OF THREE YEARS-』、株式会社ジェイロックマガジン社、2006年8月1日。（ISBN 4-916019-45-8 C0073、JRZ-8024）
  - ライブ「OKAMOTO NIGHT」の詳細な公演記録とセットリスト、本人へのインタビューが収録されている。